# Liste der diplomatischen Vertretungen in Bulgarien

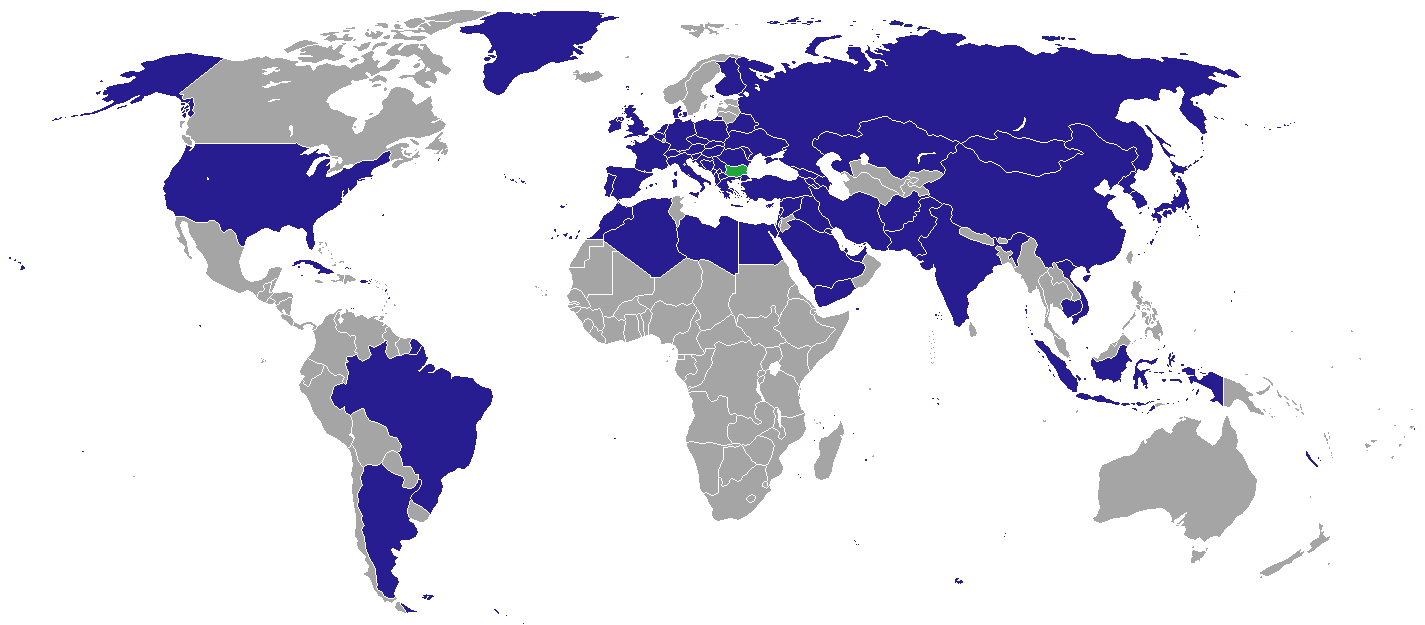
Staaten mit einer Botschaft in Bulgarien

Die Liste der diplomatischen Vertretungen in Bulgarien führt Botschaften und Konsulate auf, die im 
europäischen Staat Bulgarien eingerichtet sind (Stand 2019).

## Botschaften in Sofia
70 Botschaften sind in Bulgariens Hauptstadt Sofia eingerichtet (Stand 2019).

### Staaten
| - Afghanistan: Botschaft - Albanien: Botschaft - Algerien: Botschaft - Argentinien: Botschaft - Armenien: Botschaft - Aserbaidschan: Botschaft - Belgien: Botschaft - Bosnien und Herzegowina: Botschaft - Brasilien: Botschaft - Dänemark: Botschaft - Deutschland: Botschaft - Ägypten: Botschaft - Finnland: Botschaft - Frankreich: Botschaft - Georgien: Botschaft - Griechenland: Botschaft - Indien: Botschaft - Indonesien: Botschaft - Irak: Botschaft - Iran: Botschaft - Irland: Botschaft - Israel: Botschaft - Italien: Botschaft |  | - Japan: Botschaft - Jemen: Botschaft - Kambodscha: Botschaft - Kasachstan: Botschaft - Katar: Botschaft - Kosovo: Botschaft - Kroatien: Botschaft - Kuba: Botschaft - Kuwait: Botschaft - Libanon: Botschaft - Libyen: Botschaft - Marokko: Botschaft - Moldau: Botschaft - Mongolei: Botschaft - Montenegro: Botschaft - Niederlande: Botschaft - Nordkorea: Botschaft - Nordmazedonien: Botschaft - Österreich: Botschaft - Pakistan: Botschaft - Palästina: Botschaft - Polen: Botschaft - Portugal: Botschaft |  | - Rumänien: Botschaft - Russland: Botschaft - Saudi-Arabien: Botschaft - Schweiz: Botschaft - Serbien: Botschaft - Slowakei: Botschaft - Slowenien: Botschaft - Spanien: Botschaft - Südafrika: Botschaft - Südkorea: Botschaft - Syrien: Botschaft - Tschechien: Botschaft - Türkei: Botschaft - Vereinigte Arabische Emirate: Botschaft - Ukraine: Botschaft - Ungarn: Botschaft - Vereinigtes Königreich: Botschaft - Vereinigte Staaten: Botschaft - Vietnam: Botschaft - Volksrepublik China: Botschaft - Belarus: Botschaft - Zypern: Botschaft |

### Vertretungen Internationaler Organisationen
- Malteserorden: Botschaft
- Vatikanstadt: Botschaft